# 서울당산중학교
서울당산중학교는 서울특별시 영등포구 당산동에 있는 공립 중학교이다.

## 참고 자료
- 서울당산중학교 - 한국교육학술정보원 학교알리미